# Шаптала Наталя Костянтинівна
Наталія Костянтинівна Шаптала (нар. 18 квітня 1959, Донецьк, Українська РСР, СРСР) — українська юристка, суддя, науковиця, доктор юридичних наук (2019), суддя Конституційного Суду України (2010—2019), Голова Конституційного Суду України (з 14 травня 2019 року до 17 вересня 2019 року), Заслужений юрист України (2020).

## Життєпис
Народилася в місті Донецьку.
1987 року закінчила юридичний факультет Алтайського державного університету.
Працювала юридичною радницею ДМЗ імені В. І. Леніна (1985—1987); стажисткою прокуратури, помічницею прокурора Ленінського району м. Донецька (1987—1989); помічницею прокурора Донецька, старшою помічницею прокурора Донецької області (1990—1996).

### Суддівська діяльність
У 1996—2000 роках — суддя Ленінського районного суду Донецька. Впродовж 2002—2006 років — суддя Апеляційного суду Донецької області, у 2006—2010 роках — суддя, перша заступниця голови Донецького апеляційного адміністративного суду.
У вересні 2010 року X з'їздом суддів України призначена суддею Конституційного Суду України. Присягу склала 21 вересня 2010 року.
30 вересня 2010 року голосувала за відновлення дії Конституції України в редакції 1996 року шляхом прийняття рішення Конституційного Суду України у справі про дотримання процедури внесення змін до Конституції від 8 грудня 2004 року.
З 14 травня 2019 року до 17 вересня 2019 року — Голова Конституційного суду України.
Відповідно до Постанови Конституційного Суду України від 17 вересня 2019 року № 4-пс/2019 звільнена з посади судді Конституційного Суду України у відставку.

### Наукова діяльність
2012 року в Національному університеті державної податкової служби України захистила дисертацію на здобуття наукового ступеня кандидата юридичних наук на тему «Співвідношення принципів рівності та соціальної справедливості в податково-правовому регулюванні» (спеціальність 12.00.07 — адміністративне право і процес; фінансове право; інформаційне право).
2019 року в Національній академії внутрішніх справ захистила дисертацію на здобуття наукового ступеня доктора юридичних наук на тему «Філософсько-правові виміри доказування в конституційному судовому процесі» (спеціальність 12.00.12 — філософія права).

## Наукові праці
Має наукові праці в галузі конституційного та податкового права, філософії права.
Найбльш вагомі наукові праці:
Шаптала Н. К. Відносини, що регулюються Бюджетним кодексом України. Принципи бюджетної системи України. Бюджетний кодекс України: наук.-практ. коментар: станом на 1 берез. 2011 р. / за ред. Л. К. Воронової, М. П. Кучерявенка. Харків : Право, 2011. С. 6–9, 28–34.
Шаптала Н. К., Задорожня Г. В. Конституційне право України: навч. посіб. Запоріжжя: Дике Поле, 2012. 479 с.
Шаптала Н. К., Задорожня Г. В. Конституційне право України: навч. посіб. для студ. вищ. навч. закл.  Дніпропетровськ: ЛізуновПрес, 2012.  470 с.
Шаптала Н. К. Дата виникнення податкових зобов’язань. Платники податку. Об’єкти оподаткування. Податковий кодекс України : наук.-практ. коментар : із змінами і допов.: у 3 ч. Харків: Право, 2012. Ч. 2. 2012. С. 609–612; 855–863.
Шаптала Н. К. Доказування у конституційно-судовому процесі: філософсько-правові засади : монографія. Київ : Логос, 2018. 400 с.

## Нагороди
- Заслужений юрист України (8 жовтня 2020) — за вагомий особистий внесок у розбудову правової держави, багаторічну плідну працю та високий професіоналізм[4];